# Dušan Lamoš
Dušan Lamoš-Feré (16. června 1954 Piešťany – 22. června 2015) byl slovenský fotbalový útočník a později rozhodčí.

## Fotbalová kariéra
V nejvyšší soutěži nastupoval v sezoně 1972/73 za Třinecké železárny. Po ukončení hráčské kariéry byl dlouhé roky rozhodčím, skončil v roce 2012. Působil rovněž jako mládežnický trenér trnavského Oblastního fotbalového svazu (ObFZ).
V nižších soutěžích hrál mj. za Piešťany, Martin a Vrútky.

## Ligová bilance
| Ročník                                   | Zápasy | Góly | Minuty | Klub         |
| ---------------------------------------- | ------ | ---- | ------ | ------------ |
| 1. československá fotbalová liga 1972/73 | 6      | 0    | 253    | TJ TŽ Třinec |
| CELKEM 1. LIGA                           | 6      | 0    | 253    |              |